# Sebastian Rudy
Sebastian Rudy (Villingen-Schwenningen, 28 de fevereiro de 1990) é um futebolista alemão que atua como meio-campo. Atualmente está sem clube.

## Seleção Nacional
Estreou pela Seleção Alemã principal em 13 de maio de 2014 em partida amistosa contra a Polônia.

## Títulos
Bayern de Munique
- Supercopa da Alemanha: 2017, 2018
- Campeonato Alemão: 2017–18

Alemanha
- Copa das Confederações FIFA: 2017